# 대치중학교
대치중학교(大峙中學校)는 대한민국 서울특별시 강남구 도곡동에 있는 공립 중학교이다.

## 학교 연혁
- 1986년 1월 29일 : 대치중학교 설립인가
- 1986년 3월 1일 : 초대 구석회 교장 취임
- 1986년 3월 4일 : 제1회 입학식(남 7학급, 여 7학급)
- 1989년 2월 14일 : 제1회 졸업식
- 2022년 2월 8일 : 제34회 졸업식(남 112명, 여 59명 계 171명)
- 2022년 3월 2일 : 제37회 입학식(남 107명, 여 62명 계 169명)
- 2022년 9월 1일 : 제13대 이태행 교장 취임

## 참고 자료
- 대치중학교 - 한국교육학술정보원 학교알리미